# Sweet Exorcist
Sweet Exorcist es el quinto álbum de estudio en solitario de Curtis Mayfield. Fue publicado en mayo de 1974 por el sello Curtom Records.

## Antecedentes
Art Kass, cofundador de Buddah Records, anunció Sweet Exorcist en la edición del 13 de abril de 1974 de la revista Cash Box. “Como poeta y portavoz, además de músico, [Curtis] Mayfield ha ayudado a llevar la música negra a su lugar en el centro de la música popular estadounidense. ‘Sweet Exorcist’ es un álbum profundamente lírico y, al mismo tiempo, sus ritmos y temas capturan nuestros tiempos como sólo Curtis puede hacerlo”, declaró Art Kass en una rueda de prensa.

## Concepción
Al hablar sobre el tono del álbum, Mayfield agregó: "También hay un elemento oportuno en él, en el que la gente generalmente se siente deprimida, pasando por cambios difíciles y sentimientos depresivos”. Entre las canciones del álbum se encuentra «To Be Invisible», de la banda sonora de Claudine, que trata sobre el peso aplastante del mundo para muchas personas. “Pero en lugar de rendirnos ante estos malos sentimientos, hablo de cancelarlos, superarlos mediante un ‘dulce exorcismo'”, dijo Mayfield a Cash Box.

## Ilustración  y embalaje
La portada del lanzamiento en vinilo original, diseñada por Bill Ronalds, muestra a hombres parecidos a dioses griegos sosteniendo planetas en medio de un mar de esqueletos humanos. El título del álbum Sweet Exorcist se muestra prominentemente visualizado en letras estilizadas en mayúsculas. Debajo, está escrito la primera estrofa de «To Be Invisible».

## Recepción de la crítica

### Reseñas contemporáneas
Un escritor no especificado de Record World le otorgó el certificado de “Hit of the Week”, y comentó: “Voces apasionadas se combinan con composiciones de naturaleza igualmente profunda para formar un paquete melódico”. Un escritor no especificado de la revista Cash Box declaró: “La importancia de Curtis Mayfield para la comunidad musical queda nuevamente subrayada en este nuevo y apasionante álbum de Curtom, en el que el artista teje el tipo de hechizos que le han valido la reputación de ‘Mr. Magic.’ [...] La capacidad de Mayfield para comunicar emociones y estados de ánimo a través de la música es nuevamente un factor clave en el éxito de esta salida, que brilla como la sonrisa de Curtis”. Un escritor no especificado de Billboard declaró: “Una de las estrellas del soul más longevas y consistentemente creativas de la música ha presentado otro álbum de primer nivel, quizás el más comercial en varios años. Muchos sencillos potenciales en este set. Mayfield ayudó a popularizar el estilo de canto en falsete tan popular en el soul hoy en día, y tal vez esta sea la razón por la que nunca se desgasta en él. Como siempre, la música es tan deliciosa como las voces, con todo arreglado en un orden casi perfecto. Ya sean cuerdas o soul puro, Curtis vuelve a mostrarse como una de las grandes estrellas de la música actual”.

### Revisiones retrospectivas
Robert Christgau, escribiendo para Creem, declaró: “No, Curtis no se ha aferrado a otra banda sonora lucrativa. De hecho, afirma haber escrito su canción exorcista (sobre una mujer sexorcista) antes de que existiera una película de exorcistas. Podría haber evitado esta confusión llamando al álbum "To Be Invisible" por su única canción interesante, de la banda sonora menos lucrativa de Claudine, donde Gladys Knight la canta mejor que él”.
Jive Time Records elogió el álbum, diciendo que era el “álbum más subestimado de todos los tiempos”. El crítico destacó la “música más cruda y contundente” que ha escuchado jamás y el “funk urgente pero sencillo”. El crítico concluyó escribiendo: “La producción es uniformemente excelente, aunque de una manera muy diferente de los exuberantes arreglos de Curtis o Superfly”. Charles Donovan de PopMatters describió Sweet Exorcist como un álbum de “soul progresivo y con conciencia política que ha resistido la prueba no solo del tiempo sino también de los gustos y las modas cambiantes, y suena más fuerte que nunca”.
Ron Wynn de AllMusic escribió: “Curtis Mayfield logró un avance durante los años 1970 que no tuvo paralelo entre los artistas de R&B/soul desde el punto de vista del álbum. Estaba escribiendo, produciendo, arreglando y actuando en un gran álbum tras otro, y luego también los distribuía en su propio sello. Este incluía el gran éxito «Kung Fu», además de la canción que da nombre al álbum, y una vez más una combinación perfecta de temas con mensajes rigurosos y apasionantes canciones de amor”.

## Lista de canciones
Todas las canciones compuestas por Curtis Mayfield, excepto «Suffer», compuesta junto con Donny Hathaway.
Lado uno
1. «Ain't Got Time» – 5:10
2. «Sweet Exorcist» – 3:50
3. «To Be Invisible» – 4:12
4. «Power to the People» – 3:26

Lado dos
1. «Kung Fu» – 6:02
2. «Suffer» – 4:06
3. «Make Me Believe in You» – 5:32

## Créditos y personal
Créditos adaptados desde las notas de álbum de Sweet Exorcist.
Personal técnico
- Curtis Mayfield – productor
- Rich Tufo – arreglos en todas las canciones excepto «Power to the People», «Kung Fu» y «Suffer»
- Gil Askey – arreglos en «Power to the People», «Kung Fu» y «Suffer»
- Roger Anfinsen – ingeniero de audio
- John Janus – ingeniero de audio
- Bill Ronalds – ilustración
- Milton Sincoff – director de embalaje creativo

## Posicionamiento

### Gráfica semanal
| Gráfica (1974)                            | Pico de posición |
| ----------------------------------------- | ---------------- |
| Estados Unidos (Billboard Top LPs & Tape) | 39               |
| Estados Unidos (Billboard Soul LP's)      | 2                |

### Gráfica de fin de año
| Gráfica (1974)                       | Pico de posición |
| ------------------------------------ | ---------------- |
| Estados Unidos (Billboard Soul LP's) | 29               |